# Карл Прелль
Карл Прелль (нім. Karl Pröll; 16 вересня 1910, Бацгаузен — 7 лютого 1974, Пассау) — німецький офіцер, оберстлейтенант вермахту. Кавалер Лицарського хреста Залізного хреста з дубовим листям.

## Біографія
В складі 63-го мотопіхотного полку 17-ї танкової дивізії брав участь у Німецько-радянській війні, командир 2-ї роти. З осені 1943 року — командир 2-го батальйону свого полку. Наприкінці 1944 року призначений командиром 35-го моторизованого полку 25-ї моторизованої дивізії. Відзначився під час наступу у Арденнах. В лютому 1945 року його полк був перекинутий на Східний фронт.

## Нагороди
- Залізний хрест
  - 2-го класу (21 червня 1940)
  - 1-го класу (4 липня 1941)
- Штурмовий піхотний знак в сріблі
- Нагрудний знак «За поранення» в сріблі
- Німецький хрест в золоті (1 квітня 1942)
- Лицарський хрест Залізного хреста з дубовим листям
  - лицарський хрест (30 січня 1943)
  - дубове листя (№ 715; 25 січня 1945)